# 応用言語学
応用言語学（おうようげんごがく、英語：applied linguistics）とは、言語と個人・社会に関わる問題を発見し、調査し、解決策を提供する学際的な分野である。理論言語学が「言語の構造」を対象としているのに対し、応用言語学は言語に関する人間行動（=言語行動）をマクロ的に捉えている｡ 応用言語学に関連する学問分野として、教育学、心理学、人類学、社会学などが挙げられる。 

## 研究分野
「社会言語学」や「社会心理学」に関連した分野が多い｡
- バイリンガリズム、多言語主義
- 語用論
- 文体論
- 異文化コミュニケーション
- 翻訳通訳論
- 言語テストとリサーチ
- 社会言語学
- 言語政策・言語計画
- 言語生活
- 第二言語習得研究
- 言語教授法研究
- 談話分析
- 自然言語処理・機械翻訳・コーパス言語学
- 辞書学（Lexicography）
- 臨床言語学（Clinical linguistics）
- 法言語学（Forensic linguistics）
- 進化言語学（Evolutionary linguistics）

など

## 歴史
応用言語学は、欧州および米国を起源とする。米国において応用言語学は、構造言語学からの洞察を先ずは学校教育における英語教授に、次いで第二言語教授および外国語教授に応用するという狭い範囲から始まった。言語教育への言語学の応用的手法は、陸軍専門訓練計画の礎を築いたLeonard Bloomfieldによって、最も精力的に広められた。また、1941年にミシガン大学にて英語語学研究所（English Language Institute, ELI）英語を設立したCharles C. Freisによって、1946年に一学問として認識され、1948年には、ミシガン州の研究会がLanguage Learning: A Journal of Applied Linguistics（言語学習：応用言語学ジャーナル）を発行した。
こうして言語問題への関心を主とすることによって、応用言語学は社会的責任を担う役割を維持し、次第に国際的学問へと急速な発展を遂げた。当初は「言語学を基盤とした原理および実践」と見なされ、少なくとも当該分野の外側からは、「言語学の応用」だと考えられていたが、1950年代後半の生成言語学の出現に伴い、「言語学の対象範囲の狭まりに対抗する動きの一環」として確立された。1960年代になると、「実社会における言語的課題に関わる言語学の学際的研究分野」として独自性を確立し、言語評価論、言語政策、および第二言語習得も含む分野へと拡大してゆく。1970年代には実社会における言語関連問題の解決を含む問題主導の分野になり、1990年代には批判的研究および多言語使用を含むまでに拡大し、最終的には「言語を中心的課題とする実社会上の問題の理論的及び経験的調査」へと移行した。

## 学術団体
国際応用言語学会（International Association of Applied Linguistics）は1964年にフランスで設立され、Association Internationale de Linguistique Appliquée（AILA）として知られている。AILAは30カ国以上が加盟している応用言語学界では世界最大の国際学術会議である。

### オーストラリア
オーストラリアの応用言語学は、母語教育と移民への英語教育の応用言語学を対象としている。オーストラリアの伝統は、イギリスよりも、ヨーロッパ大陸やアメリカの影響を強く受けている。オーストラリア応用言語学会（ALAA）は、1976年8月に開催された応用言語学者の全国大会で設立された。ALAAは、ニュージーランド応用言語学協会（ALANZ）と共同で年1回の年次大会を開催している。

### カナダ
Canadian Association of Applied Linguistics / L'Association canadienne de linguistique appliquée (CAAL/ACLA)は、約200名の会員を擁する二ヶ国語（英語とフランス語）の学術団体である。Canadian Journal of Applied Linguisticsを発行し、年に一度の学会を開催している。

### アイルランド
アイルランド応用言語学協会（Irish Association for Applied Linguistics/Cumann na Teangeolaíochta Feidhmí）は1975年に設立された。アイルランド語で「言語」を意味する「Teanga」という雑誌を発行している。

### 日本
1982年、国際的な規模での活動を行うため、大学英語教育学会（JACET）の中に日本応用言語学会（JAAL）が設立された。1984年には国際応用言語学会（AILA）に加盟した。

### ニュージーランド
ニュージーランド応用言語学協会（ALANZ）は、雑誌『New Zealand Studies in Applied Linguistics』を発行しており、2010年からはオーストラリア応用言語学協会（ALTAANZ）と年に一度の年次会議で協力している。

### 南アフリカ
南部アフリカ応用言語学協会（SAALA）は1980年に設立された。現在、SAALAには『Southern African Linguistics and Applied Language Studies Journal (SAJALS)』を含む4つの出版物がある。

### イギリス
英国応用言語学協会（BAAL）が1967年に設立された。その目的は、「合法的な慈善的手段を用いて、言語使用、言語習得、言語教育の研究を促進し、この研究における学際的な協力を促進することにより、教育の発展を図ること」。BAALは年次大会を主催しているだけでなく、特別利益グループ（SIG）が主催する多くの小規模な大会やイベントも開催している。

### アメリカ
アメリカ応用言語学協会（AAAL）は1977年に設立された。AAALは、通常3月または4月に米国またはカナダで年次大会を開催している。

## ジャーナル
主な分野の雑誌には、『応用言語学年報（Annual Review of Applied Linguistics）』、『応用言語学（Applied Linguistics）』、『国際応用言語学レビュー（International Review of Applied Linguistics）』、『国際応用言語学ジャーナル（International Journal of Applied Linguistics）』、『ヨーロッパ応用言語学ジャーナル』、『言語学習（Language Learning）』、『テッソル季刊誌』などがある。 

## 批判的応用言語学
この応用言語学（言語教育学）を疑問視し、多角的に捉えている学問領域に批判的応用言語学がある。現代言語学はそもそも記述的（現実的）であり、規範的（理想的）な教育と相反するにもかかわらず、言語学理論を言語教育に応用しようとしている応用言語学への批判的議論である。応用言語学の枠組みで言語教育を行うと、学習者は非政治的・非経済的な（言語が本来持っているイデオロギー性を黙殺した）環境で言語を学習することになり、言語帝国主義などを無意識かつ無批判に受け入れる社会を作り出す、という指摘もある。

## 著名な研究者
応用言語学者を参照。　　

## 関連文献
- Norton, Bonny & Kelleen Toohey [eds.] (2004), Critical Pedagogies and Language Learning, Cambridge University Press. ISBN 0-521-53522-0
- 山内進『言語教育学入門：応用言語学を言語教育に活かす』大修館書店、2003年12月。ISBN 9784469244892
- 林四郎「応用言語学の課題(1)」『日本語学』第4巻第1号、明治書院、1985年1月、103-111頁。
- 林四郎「応用言語学の課題(2)」『日本語学』第4巻第2号、明治書院、1985年2月、102-109頁。
- 林四郎「応用言語学の課題(3)」『日本語学』第4巻第4号、明治書院、1985年4月、81-86頁。

## 関連分野
- 社会言語学
- 政治言語学
- 言語人類学
- 言語教育学
- 言語生物学